# Chaetoporellus
Chaetoporellus är ett släkte av svampar. Chaetoporellus ingår i familjen Schizoporaceae, ordningen Hymenochaetales, klassen Agaricomycetes, divisionen basidiesvampar och riket svampar.